# Хаудум (національний парк)
Національний парк Хаудум — резерват природи у північно-західній частині Намібії в області Східне Окаванго на захід від Замбезі. Це дуже віддалений і малодоступний резерват, але він є домом для багатьох рідкісних видів тварин, таких як антилопа чала i лікаон. Це дуже дикий, рідковідвідуваний національний парк Намібії. Площа парку становить 4000 км².

## Географія
Національний парк Хаудум лежить на просторах пустелі Калахарі. Чотири потужні річки протікають через парк, це Омірамба (Omiramba), Нгома (Nhoma), Цвіба (Cwiba) i Хаудум. Вони відіграють дуже важливу екологічну роль в дощовий період.

## Клімат
Регіон Каванго тішиться довгим сухим періодом, що триває з квітня до листопада. Дощова пора — з грудня до березня.
В суху пору під час зими, вологість повітря утримується на рівні 30%, a денні максимальні температури перевищують 25 °C. Температура найхолодніших ночей може впасти нижче 5 °C, але звичайно коливається близько 12 °C. Дощова пора влітку характеризується вологістю близько 60%, a денні температури коливаються між 30° i 40 °C. Навіть вночі температура не спадає нижче 15 °C. Середня річна кількість опадів становить 550 мм, з чого 80% припадає на період з грудня до березня.

## Флора і фаууна
Домінуючою рослинністю парку є ліси, що складаються із різних видів акацій, які ростуть сухими високими і низькими гайками. Дерева можуть досягати висоти до 10 м i ростуть досить густими заростями. Зустрічаються такі види як Pterocarpus angolensis,Baikiaea plurijuga, Burkea africana i Guibourtia coleosperma.
На противагу до сухих високих лісів дерева у низькому лісі мають висоту до 5 м. Зустрічаються Lonchocarpus neisii i Terminalia serica, з домішками Faidherbia albida i Grewia.
Вздовж річки Омірамба росте густий ліс з акації, часто з великою кількістю колючих чагарників з Acacia erioloba, Acacia fleckii, Acacia hebeclada i Acacia tortillis разом з випадковими Combretum imberbe i Combretum hereroense. Дно річки Омірамба торфово-багнисте, густі зарості комишу Phragmites, зрідка водяні лілеї Terminalia prunoides.
Буйна рослинність парку приваблює багату і різноманітну звірину. Ідеальний час для спостереження за дикими тваринами припадає на період з червня до жовтня. Від листопада до березня понад 320 видів птахів зустрічаються на цій території, серед них папуги і понад 50 видів хижих птахів.
В парку часто перебувають понад 500 слонів, жирафи i безліч антилоп, серед них чала антилопа, куду, канна звичайна i редунка. Висока чисельність хижаків. Крім невеликих кішок, зустрічаються леви, леопарди, гепарди, плямисті гієни, шакали і лікаони.

## Ресурси Інтернету
- Національний парк Хаудум [Архівовано 9 серпня 2016 у Wayback Machine.]
- Ministry of Environment and Tourism: Khaudum National Park